# Afghanistan Medal
La Afghanistan Medal era una medaglia di campagna militare coniata per ricompensare quanti avessero partecipato alla Seconda guerra anglo-afghana del 1878-1880 ed alla Prima guerra anglo-afghana del 1839-1842.

## Storia
La medaglia venne istituita nel 1881 a conclusione della seconda guerra anglo-afghana. La guerra era stata causata dal timore degli inglesi per il sempre maggior coinvolgimento della Russia nelle questioni afghane. Nel 1877 l'emiro afghano si rifiutò di accettare il residente inglese locale e nel 1878 si accordò per firmare un trattato con la Russia che le concedeva i diritti di protezione dell'Afghanistan. Per tutta risposta, gli inglesi invasero il paese nel novembre del 1878 ed avanzarono su Kabul. Dopo le sconfitte di Ali Musjid e Peiwar Kotal, gli afghani chiesero la pace ed accettarono il residente britannico a Kabul ponendo fine alla guerra il 26 maggio 1879. Dopo l'assassinio del residenze il 3 settembre di quello stesso anno, ad ogni modo, la guerra riprese. Una forza inglese occupò Kabul, sconfiggendo gli afghani a Charasia. Combattimenti sporadici continuarono e dopo la sconfitta a Maiwand, le forze inglesi vennero assediate a Kandahar. Il generale Roberts guidò una colonna che marciò da Kabul verso Kandahar, portando alla sconfitta degli afghani ed alla conclusione definitiva del conflitto nel settembre del 1880. I soldati che presero parte alla marcia del generale Roberts ottennero inoltre la Kabul to Kandahar Star oltre all'Afghanistan Medal.
Vennero concesse delle medaglie anche al 66th Foot (Berkshire Regiment) ed alla batteria E della brigata B della Royal Artillery per il gran numero di perdite subite nella battaglia di Maiwand nel luglio del 1880.
Quando la prima fase del conflitto terminò nel maggio del 1879, venne proposto di aggiungere le barrette Afghanistan, Ali Musjid e Peiwar Kotal all'India General Service Medal. Ad ogni modo quando la guerra riprese nel settembre di quello stesso anno, si decise di coniare una vera e propria medaglia per l'intera campagna.

## Descrizione
La medaglia è costituita da un disco d'argento sul quale è raffigurata sul diritto l'effigie della regina Vittoria d'Inghilterra rivolto verso sinistra e corredato dal titolo VICTORIA REGINA ET IMPERATRIX in latino. Sul retro la medaglia presenta la figura di un soldato indiano a cavallo di un elefante con un cannone, seguito dall'esercito coloniale inglese. Attorno alla figura si trova l'iscrizione "AFGHANISTAN", corredata nella parte inferiore dalla data "1878-79-80".
Il nastro era verde scuro con due strisce cremisi ai lati.

## Barrette
Vennero autorizzati un massimo di sei barrette:
- Ali Musjid

21 novembre 1878. Concessa alle truppe che presero parte alla battaglia di Ali Musjid
- Peiwar Kotal

2 dicembre 1878. Concessa alle truppe che presero parte alla battaglia di Peiwar Kotal
- Charasia

6 ottobre 1879. Concessa alle truppe che presero parte alla battaglia di Charasiab
- Kabul

10-23 dicembre 1879. Concessa alle truppe che presero parte all'assedio di Sherpur
- Ahmed Khel

19 aprile 1880. Concessa alle truppe che presero parte alla battaglia di Ahmed Khel
- Kandahar

1º settembre 1880. Concessa alle truppe che presero parte alla battaglia di Kandahar